# Rhododendron prunifolium
Rhododendron prunifolium är en ljungväxtart som först beskrevs av John Kunkel Small, och fick sitt nu gällande namn av Millais. Rhododendron prunifolium ingår i släktet rododendron, och familjen ljungväxter. Inga underarter finns listade i Catalogue of Life.

## Bildgalleri

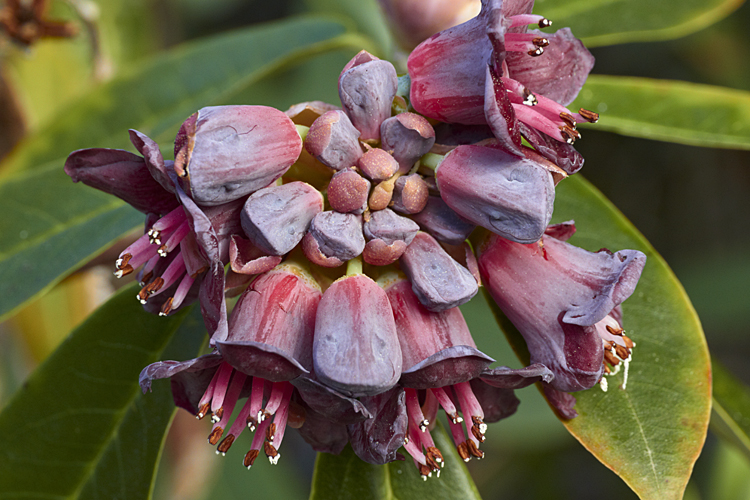